# Svjetsko prvenstvo u rukometu za žene – Njemačka 1997.
Svjetsko prvenstvo u rukometu za žene 1997. održano je u Njemačkoj od 30. studenoga do 14. prosinca 1997. godine.
Turnir je ostao zapamćen i po tragičnom incidentu na tribinama tijekom jedne od polufinalnih utakmica, između Danske i Rusije (32-22), kada je izbila tučnjava između danskog i njemačkog gledatelja. Tučnjava je prerasla u to da je Nijemac izvadio nož i ubo Danca. Drugi danski gledatelj pokušao je intervenirati, ali je i sam izboden. Oba su Danaca ubrzo umrla, a Nijemca je ubrzo uhitila policija. Ubod je priznao na policijskom ispitivanju, a rekao je da ga je počinio pod utjecajem alkohola.

## Konačni poredak
- Zlato: Danska
- Srebro: Norveška
- Bronca: Njemačka

## Vanjske poveznice
- www.ihf.info - SP 1997  Arhivirana inačica izvorne stranice od 6. listopada 2007. (Wayback Machine)